# Pikardiska
Pikardiska var en av de mest betydelsefulla dialekterna i medeltidens Frankrike, framför allt i Picardie, till stor del beroende på regionens ekonomiska expansion med exempelvis väverier och handel. Denna dialekt skiljer sig från den centralfranska på en rad punkter. Inom fonologi kan man nämna att franskans chambre motsvaras av cambre på pikardiska. Likaså kan riche stavas rike och rice. Inom morfologi kan man nämna den bestämda artikeln i femininum li och le jämte franskans la.

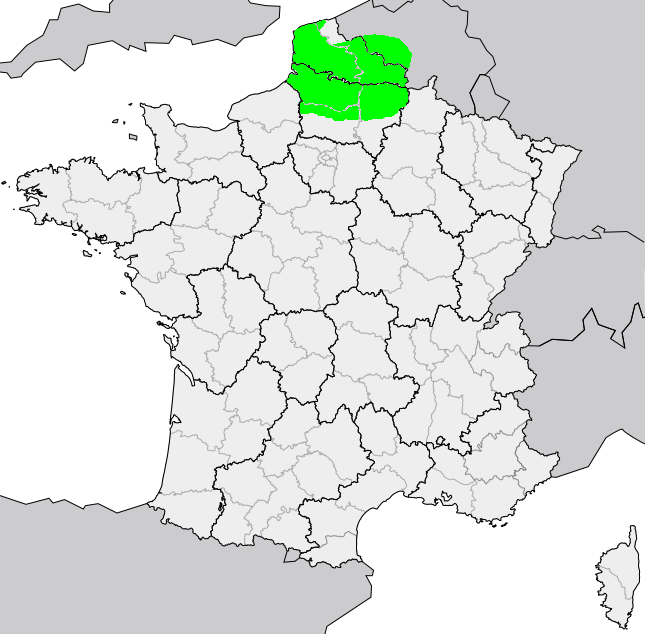
Geografiskt område där pikardiska talas.